# Дувар
Дувар в българския език е ограда или тухлена, а често и каменна стена. Дувар около къщи и дворове е често срещан в селата. Дуварът често е продължение на жилищната стена, обърната към улицата. Като правило такива огради надвишават височината на обикновения човек и напълно скриват двора от погледа на минувачите.
В град Копривщица на всеки около петдесет см. от височината на каменната конструкция са монтирани дървени противоземетръсни пояси, обикновено изработени от устойчивия на влага и дървояди дъб.

## Галерия
- Дувар и Хаджи-Иванчовата чешма в Копривщица
- Дуварът на къщата на Евлампия Векилова с Пейовската чешма в Копривщица
- Кирпичите се сушат на слънце
- Родният дом на Тодор Каблешков в Копривщица